# Marco Bordogni

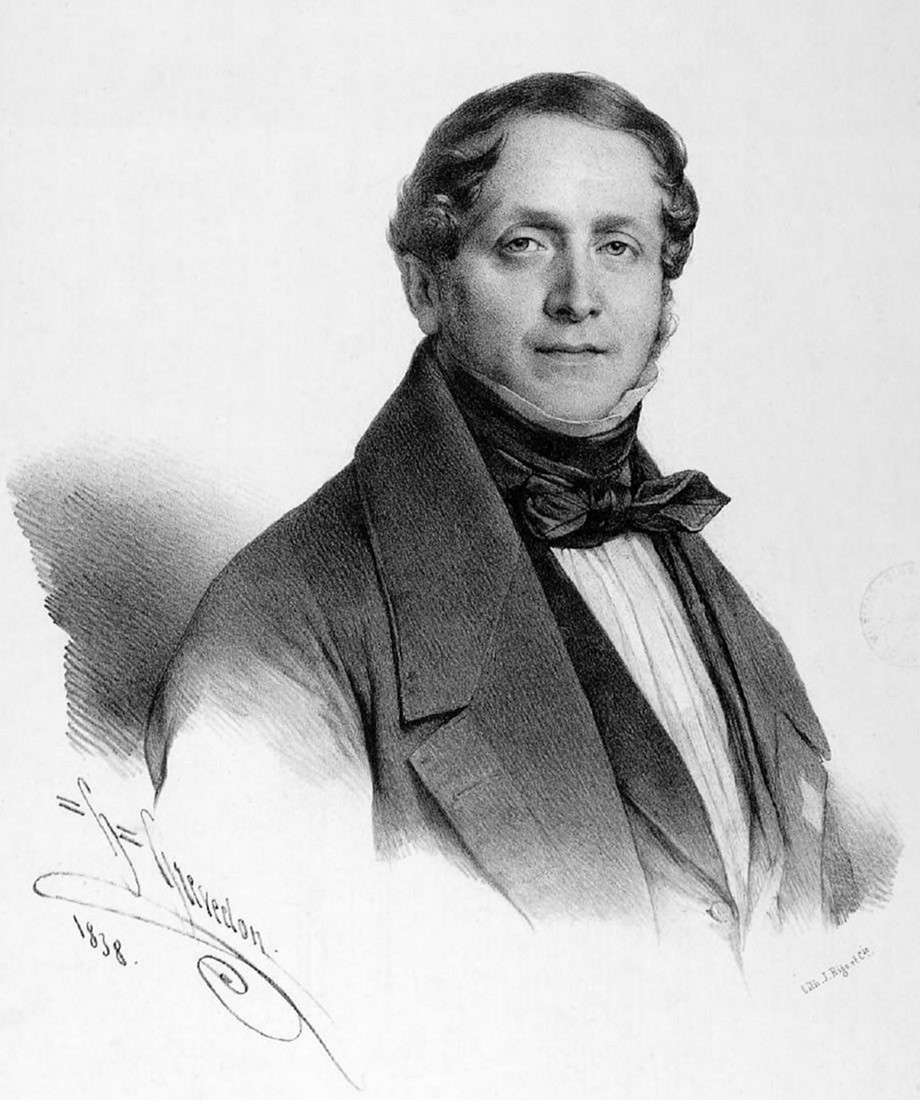
Marco Bordogni

Marco Giulio Bordogni, född 23 januari 1789 och död 31 juli 1856, var en italiensk sångare och sångpedagog.
Bordogni verkade 1813-15 i Milano och 1819-33 i Paris vid Théâtre italien som tenor. Från 1820 var han i 32 år, med några få års avbrott professor i sång vid Paris konservatorium. Bordogni utbildade band många andra berömdheter Henriette Sontag och har utgivit talrika vokaliser.